# Antônio Bezerra Brandão
Antônio Bezerra Brandão (født 21. december 1977) er en tidligere brasiliansk fodboldspiller.